# Kazimierz Szymborski
Kazimierz Szymborski (ur. 30 kwietnia 1895 w Dziśnie) – starszy sierżant Wojska Polskiego, starszy przodownik służby śledczej Policji Państwowej.

## Życiorys
Urodził się 30 kwietnia 1895 w Dziśnie, w rodzinie Józefa.
Od 30 października 1914 do 13 marca 1918 służył w Legionach Polskich. Jego oddziałem macierzystym był 2 Pułk Piechoty . 9 czerwca 1915 pod Mamajowcami został ranny . Razem z II Brygadą przeszedł na Ukrainę, gdzie służył w II Korpusie Polskim do 11 maja 1918.
Ukończył cztery klasy szkoły miejskiej (rosyjskiej) i VI Kurs Przodowników w Brześciu nad Bugiem z wynikiem bardzo dobrym. 15 lipca 1923 awansował na starszego przodownika. W 1933 pełnił służbę w Komisariacie Policji Państwowej w Pińsku. W 1937 był zastępcą kierownika Wydziału Śledczego w Pińsku.

## Ordery i odznaczenia
- Krzyż Niepodległości – 21 kwietnia 1937 „za pracę w dziele odzyskania niepodległości”[5],
- Krzyż Walecznych,
- Medal Pamiątkowy za Wojnę 1918-1921 „Polska Swemu Obrońcy”,
- Medal Dziesięciolecia Odzyskanej Niepodległości,
- Medal 3 Maja[2].